# Bartolomeo il Giovane
Bartolomeo il Giovane (detto anche o Bartolomeo di Rossano o Bartolomeo di Grottaferrata; Rossano, 981 – Grottaferrata, 1055) è stato un monaco cristiano italiano.

## Biografia

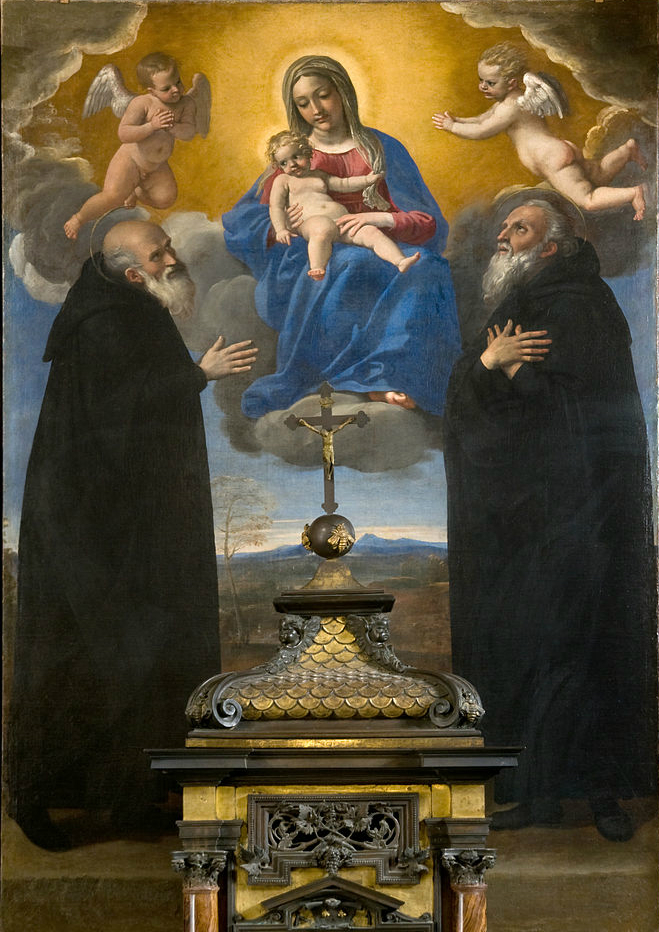
Annibale Carracci, Madonna con Bambino tra i santi Nilo e Bartolomeo, Abbazia di Santa Maria di Grottaferrata (Roma).

Manifestò fin da piccolo grande interesse per la vita monastica tanto che i nobili genitori decisero di affidarlo, all'età di sette anni, ai monaci bizantini del monastero di San Giovanni Calibyta in Caloveto. Recatosi a dodici anni al monastero di Montecassino, ove viveva San Nilo il Giovane, rimase attratto dalla sua personalità e si fermò lì, seguendolo poi (994) a Serperi, ove visse di preghiera e digiuni per sei anni.
Nell'anno 1000 accompagnò Nilo a Roma per implorare pietà per il compaesano Giovanni Filagato, autoproclamatosi Papa con il nome di Giovanni XVI, presso l'imperatore Ottone III attraverso la mediazione di Papa Gregorio V. Durante il viaggio, presso l'attuale Grottaferrata, comparve ai due monaci la Madonna che chiese loro di erigere sul luogo un tempio ed un monastero. Nilo morì nel 1004 e Bartolomeo curò la realizzazione del monastero (del quale divenne abate) e della Chiesa che fu consacrata da Papa Giovanni XIX nel 1024.
Nel monastero di Grottaferrata si dedicò alla scrittura di inni religiosi, che produsse in gran numero. Nel 1032 scrisse l'opera più importante della sua ricca creazione letteraria: la Biografia di San Nilo. Notevole importanza riveste poi il suo Typicon, codice liturgico e disciplinare del monastero. Tutti i suoi manoscritti sono ancor oggi conservati nell'Abbazia di Grottaferrata.
Bartolomeo godette della stima di numerosi Papi quali Benedetto VIII, Giovanni XIX e Benedetto IX. Si dedicò molto ad opere di carità verso gli indigenti, e anche alla composizione di liti fra potenti, fra le quali la violenta controversia che opponeva Guimaro V di Salerno al duca di Gaeta, Adenolfo d'Aquino. Gli agiografi riferiscono di miracoli compiuti in vita e, naturalmente, post mortem. San Bartolomeo fu inumato accanto a San Nilo nel monastero di Grottaferrata, ma delle sue spoglie si sono perse le tracce.